# Almoines

Localización en la comarca de la Safor

Almoines es un municipio español de la Comunidad Valenciana, perteneciente a la provincia de Valencia, en la comarca de la Safor. Cuenta con una población de 2643 habitantes (INE 2024).

## Geografía

### Localización
Situado sobre la carretera que relaciona Gandía a Villalonga, Almoines, tiene un término completamente llano a pocos metros sobre el nivel del mar. Este territorio, bordeado por el río Serpis que lo delimita al oeste con el territorio municipal de Real de Gandía, es atravesado por la Autopista del Mediterráneo (AP-7).

### Barrios
- Antigor
- Antigoreta
- Barraques
- Sorella (Rafelsinar o Rafelsineu, en los antiguos documentos, designaba una parte de este barrio)
- Rafalet

### Localidades limítrofes
El término municipal de Almoines limita con las localidades de Bellreguart, Beniarjó, Gandía, Rafelcofer y Real de Gandía, todas en la provincia de Valencia.

### Clima
El clima es mediterráneo. Predominan vientos del sureste en invierno y del noroeste en verano.

## Historia
Almoines es de origen musulmán. En 1574 se erigió en parroquia independiente, bajo la advocación de San Jaime, y tuvo como anejo los caseríos de Morera y Benieto, hoy despoblados del término de Gandía. En 1609 tenía 120 familias de moriscos; quedó con cinco familias de cristianos viejos y tardó casi medio siglo en recuperar su población. Perteneció al ducado de Gandía.

## Demografía
Almoines cuenta con una población de 2643 habitantes (INE 2024).
| Gráfica de evolución demográfica de Almoines entre 1842 y 2021                                                      |
| |
| Población de derecho según los censos de población del INE Población de hecho según los censos de población del INE |

## Economía

### Agricultura
Hasta el siglo XVII, Almoines fue un importante centro productor de azúcar. Actualmente, la totalidad de los cultivos son de regadío, mediante aguas del Serpis a través de la acequia Comuna de Gandía. La principal riqueza del término proviene del cultivo del naranjo, habiendo varios almacenes dedicados a su comercialización.

### Industria
En 1848, Henri Lombard Gaujoux, un industrial francés, originario de Nimes, instaló a una fábrica de seda. Cincuenta años más tarde, tres hijos suyos fundaron la razón Lombard Frères, que dio lugar a un banco, consumando la ruptura con las raíces. Compró o ensanchó otros centros fabriles. Todo eso, en medio de una crisis generalizada del sector. Las cosas fueron bien hasta el altibajo de 1929, que afectó al abastecimiento de materia prima. La mecanización aumentó con el paso del hilado de seda a las fibras artificiales. Entre los años 1950 y 1973, la plantilla ha tenido alrededor de 500 trabajadores, la mayoría mujeres que se desplazaban desde el Real de Gandía, Beniarjó o Rafelcofer. La disminución del trabajo en la fábrica fue muy acusada si bien se palió parcialmente por el surgimiento de nuevas industrias : en 1976 se dejó la producción de textiles de seda y en la década de los noventa, cerró la fábrica definitivamente.
La llegada en 1893 del Tren Alcoy-Gandía, en funcionamiento hasta 1969, supuso una importante mejora de las comunicaciones.

## Administración y política
El actual alcalde del municipio es Joan Cardona Berto de Units per Almoines.
| Periodo   | Nombre                                   | Partido          |
| --------- | ---------------------------------------- | ---------------- |
| 1979-1983 | Joaquín Canet García                     | AI               |
| 1983-1987 | Joaquín Canet García                     | AI               |
| 1987-1991 | José María Martín Soler                  | UPV              |
| 1991-1995 | Salvador Escrivà Lázaro                  | PSPV-PSOE        |
| 1995-1999 | Salvador Boix Llopis                     | PP               |
| 1999-2003 | Antonio Olaso Camarena                   | PP               |
| 2003-2007 | Javier Sabater Marco Vicent Ribes Albert | PSPV-PSOE BLOC   |
| 2007-2011 | Vicente Ribes Albert                     | Compromís        |
| 2011-2015 | Antonio Olaso Camarena                   | PP               |
| 2015-2019 | Joan Cardona Bertó                       | Units x Almoines |
| 2019-2023 | Joan Cardona Bertó                       | Units x Almoines |
| 2023-act. | Joan Cardona Bertó                       | Units x Almoines |

## Patrimonio
- la iglesia parroquial de San Jaime Apóstol, del siglo XIX.
- la antigua Alquería del Trinquete, conjunto monumental de origen medieval,[3] propiedad privada.
- la antigua fábrica de seda Lombard, segunda mitad del siglo XIX.
- Ruta de los Monasterios de Valencia. Esta ruta cultural y religiosa atraviesa la población de Almoines.
- Vía verde del Serpis. Vía verde por el antiguo trazado del ferrocarril Alcoy-Gandía construido en 1892, a su paso por Almoines.

## Fiestas locales
- Sant Antoni del Porquet: la primera fiesta del año, el 17 de enero. La víspera hay verbena con hoguera y fiesta popular animada por los dulzaineros. Al día siguiente, se hace la bendición de los animales y el reparto del pan bendecido, y después una comida popular, juegos y cucañas con la tradicional viga enjabonada.
- Carnavales: en febrero, los niños del pueblo celebran los Carnavales con desfiles por las calles, todos disfrazados y con una fiesta en el patio de las escuelas.
- Fallas: las fallas también son una fiesta escolar. Los niños construyen una falla que queman en el patio de la escuela.
- Corazón de Jesús: el tercer domingo de junio. La víspera hay baile de verbena con orquesta y cordaes. El domingo misa, procesión, juegos y atracciones para los niños y castillo de fuegos artificiales.
- Noche de San Juan: en el paso del 23 al 24 de junio.
- Fiestas patronales : en agosto se hacen las fiestas patronales dedicadas :
  - al Cristo de la Esperanza (fiesta de los hombres) ;
  - al Ecce Homo (fiesta del barrio del Castillo) ;
  - la Aurora (fiesta de los jóvenes).

Desde la celebración del IV centenario de la fundación de la parroquia, en 1974, el pueblo tiene la costumbre de celebrar, dentro las fiestas patronales, todas las que antes se hacían en el curso del año, como las del Perpetuo Socorro, San Vicente Ferrer, los Santos de la Piedra o las hijas de María.